# Eoophyla trichostylalis
Eoophyla trichostylalis is een vlinder uit de familie van de grasmotten (Crambidae), uit de onderfamilie van de Acentropinae. De wetenschappelijke naam van deze soort is voor het eerst gepubliceerd in 1897 door George Francis Hampson.
De soort komt voor in Indonesië (Sulawesi).